# Опукла гра
Гра опукла — безкоаліційна гра з n гравцями, в якій хоча б у одного гравця множина чистих стратегій є опуклою підмножиною лінійного простору, а його функція виграшу при будь-яких фіксованих стратегіях решти гравців опукла на цій підмножині.

## Властивості опуклих ігор
Якщо множина чистих стратегій кожного гравця в опуклій грі компактно, а функції виграшу неперервні, то існує ситуація рівноваги, при якій гравці, які мають опуклі функції виграшу, використовують чисті стратегії.
Опукла гра називається скінченною, якщо для кожного гравця множина його чистих стратегій є компактною підмножиною деякого скінченновимірного лінійного простору, а функції виграшу всіх гравців полілінійні. Зокрема, скінченна антагоністична опукла гра задається трійкою <A, B, H>, де A ⊂ Em, B ⊂ En, а функція H має вигляд:
{\displaystyle H(r,s)=\sum _{i=1}^{m}\sum _{j=1}^{n}a_{ij}r_{i}s_{j},\quad r\in A,s\in B}.
Якщо μ та ν — розмірності множини оптимальних стратегій гравців A та B, а ρ — ранг матриці ||aij||, то μ + ν ≤ m + n - ρ.

## Приклад опуклої гри
Прикладом опуклої гри є антагоністична гра на одиничному квадраті, в якій, при будь-яких стратегіях першого гравця функція виграшу опукла на множині чистих стратегій другого гравця. В цьому випадку другий гравець має чисту оптимальну стратегію, а перший — оптимальну стратегію, яка є сумішшю не більш ніж двох чистих.